# Scranton
Scranton är en stad i Lackawanna County i delstaten Pennsylvania, USA med 76 415 invånare (2000). Scranton är administrativ huvudort (county seat) i Lackawanna County. Staden är i praktiken ihopväxt med Wilkes-Barre; dock finns en del små byar emellan.
I den amerikanska TV-serien The Office ligger regionkontoret för det fiktiva pappersföretaget Dunder Mifflin Inc. i Scranton.

## Kända personer från Scranton
- Joe Biden, USA:s president (2021–2025)
- Bob Casey, senator
- Cy Endfield, filmregissör
- Lizabeth Scott, skådespelerska
- Medlemmarna i metalcore-bandet Motionless in White